# Eunice pruvoti
Eunice pruvoti är en ringmaskart som beskrevs av Fauchald 1992. Eunice pruvoti ingår i släktet Eunice och familjen Eunicidae. Inga underarter finns listade i Catalogue of Life.